# تشاغلار شاهين أقبابا
تشاغلار شاهين أقبابا (بالتركية: Çağlar Şahin Akbaba)‏ هو لاعب كرة قدم تركي في مركز حراسة المرمى، ولد في 17 مارس 1995 في إزمير في تركيا. شارك مع منتخب تركيا تحت 19 سنة لكرة القدم. أما مع النوادي، فقد لعب مع بوجاسبور ومعمورة العزيز سبور.

## وصلات خارجية
- تشاغلار شاهين أقبابا على موقع اتحاد تركيا (لاعب) (الإنجليزية)
- تشاغلار شاهين أقبابا على موقع قاعدة بيانات كرة القدم.إي يو (الإنجليزية)
- تشاغلار شاهين أقبابا على موقع Soccerway.com (الإنجليزية)
- تشاغلار شاهين أقبابا على موقع عالم كرة القدم.نت (الإنجليزية)